# Astilleros de desguace de Chittagong

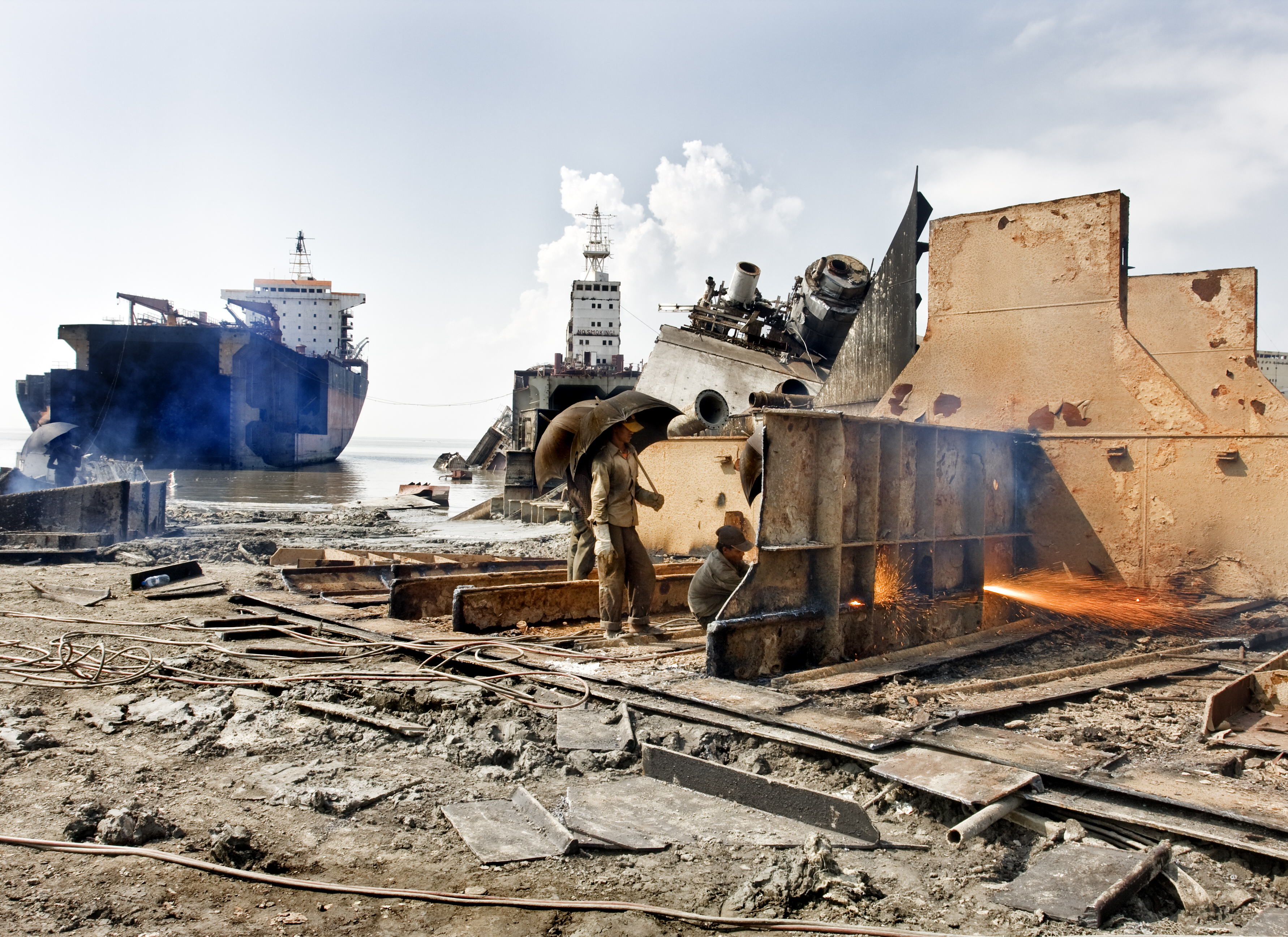
Astilleros de desguace de Chittagong

Los astilleros de desguace de Chittagong se encuentran en Faujdarhat, un vecindario de Chittagong, en Bangladés, a lo largo de 18 kilómetros de franja costera del subdistrito de Sitakunda, a 20 kilómetros al noroeste de Chittagong. Es el astillero de desguace naval más grande del mundo, donde van a parar un quinto del total de barcos viejos del mundo. Emplea unos 200.000 bangladesíes, y proporciona la mitad de todo el acero que se consume en Bangladés.

## Historia

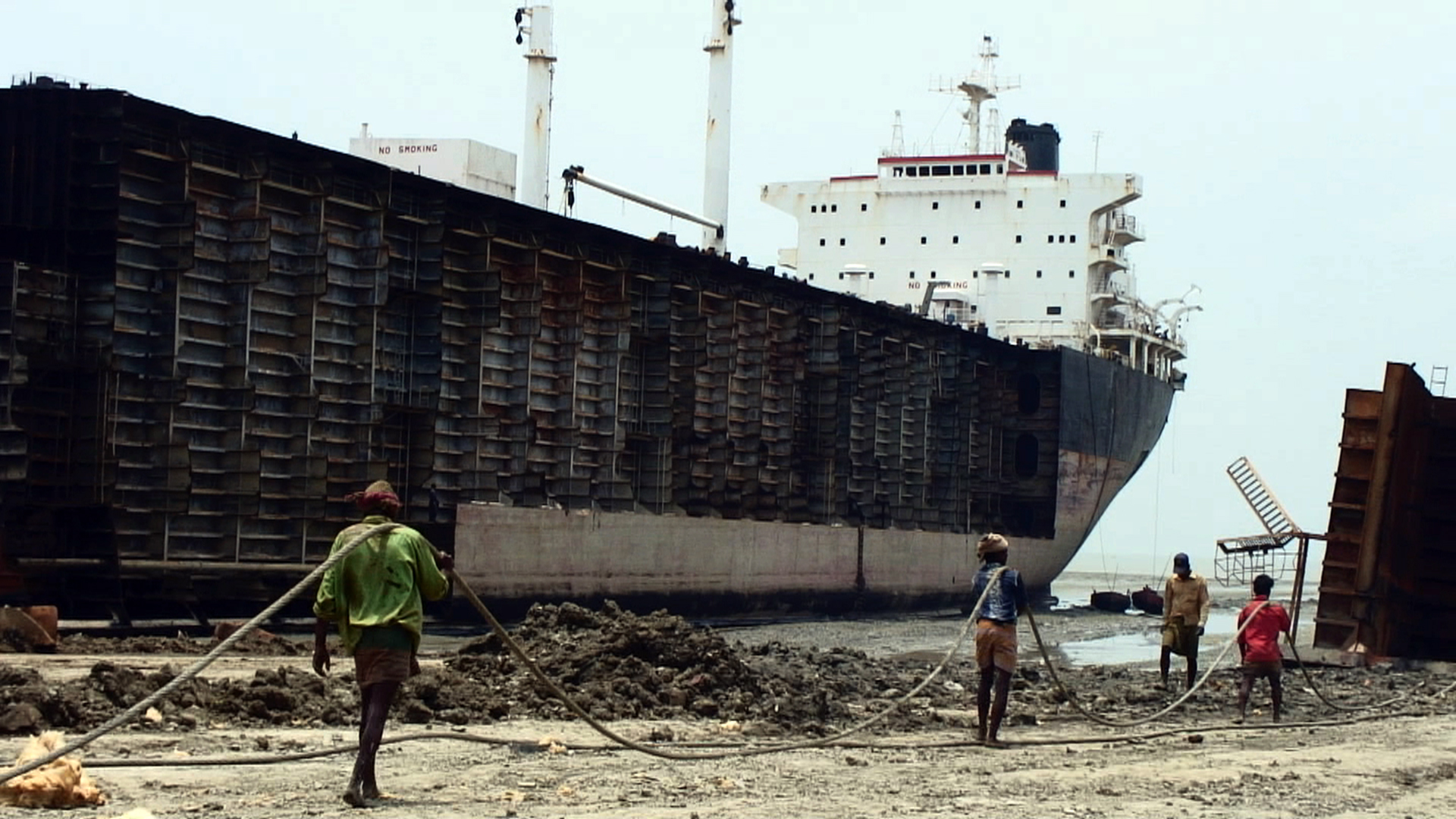
Trabajadores en el desguace de Chittagong. Obsérvese la carencia de botas de seguridad y cascos.

En 1960, después de un ciclón, el barco griego M D Alpino varó en las orillas de Sitakunda, en Chittagong.  No pudo ser reflotado y permaneció allí varios años. En 1965, la empresa de acero Chittagong Steel House compró el barco y lo desechó. Se tardó años en convertir en chatarra el barco, pero el trabajo dio nacimiento a la industria del desguace en Bangladés.
Durante la Guerra de Liberación de Bangladés, un barco pakistaní, Al Abbas, sufrió daños durante un bombardeo. Más tarde, el barco fue rescatado por un equipo soviético que estaba trabajando en el puerto de Chittagong en ese momento y llevado a la costa de Faujdarhat. Una compañía local, Karnafully Metal Works Ltd., lo compró para chatarra en 1974 e introdujo el desguace comercial en el país.
La industria creció firmemente durante la década de 1980 y, a mediados de la de 1990, el país alcanzó el número dos mundial por toneladas desguazadas.  En 2008,  había 26 barcos en desguace en el área, y en 2009 había 40. Entre 2004 y 2008, el área se convirtió en la zona de desguaces más grande del mundo. Sin embargo, en 2012 había caído de la mitad a un quinto de los desguaces mundiales.
Durante un tiempo, la industria fue una atracción turística, pero los visitantes dejaron de ser bienvenidos debido a su escasa seguridad; un grupo de vigilantes locales anunció que, de media, moría un trabajador cada semana.
Los trabajadores no tienen equipo protector ni les cubre ningún seguro. En 2014, la compañía marítima Hapag-Lloyd siguió la decisión tomada antes por Maersk de dejar de utilizar este lugar para desguazar sus barcos viejos, a pesar de los costes más elevados de otros lugares.
Una escena de la película Avengers: Age of Ultron se rodó en los astilleros de Chittagong.